# Toxic (La Sad)
Toxic è un singolo del gruppo musicale italiano La Sad, pubblicato il 16 febbraio 2023 come secondo estratto dalla ristampa del primo album in studio Sto nella Sad.

## Descrizione
Scritto dai tre componenti del gruppo Fiks, Plant e Theø (Matteo Botticini) e prodotto da quest'ultimo insieme a Omar Sadaka e Andrea Fusini, il brano è compreso tra le sette nuove tracce incluse nella versione deluxe del disco d'esordio de La Sad, Sto nella Sad.

## Video musicale
Il video musicale, diretto da Bruno Nogarotto, è stato reso disponibile sul canale YouTube del gruppo il 1º marzo 2023.

## Tracce
Testi e musiche di Enrico Fonte, Francesco Emanuele Clemente e Matteo Botticini.
1. Toxic – 3:05

## Classifiche
| Classifica (2023) | Posizione massima |
| ----------------- | ----------------- |
| Italia            | 35                |